# Иртышская нефтегазоносная область

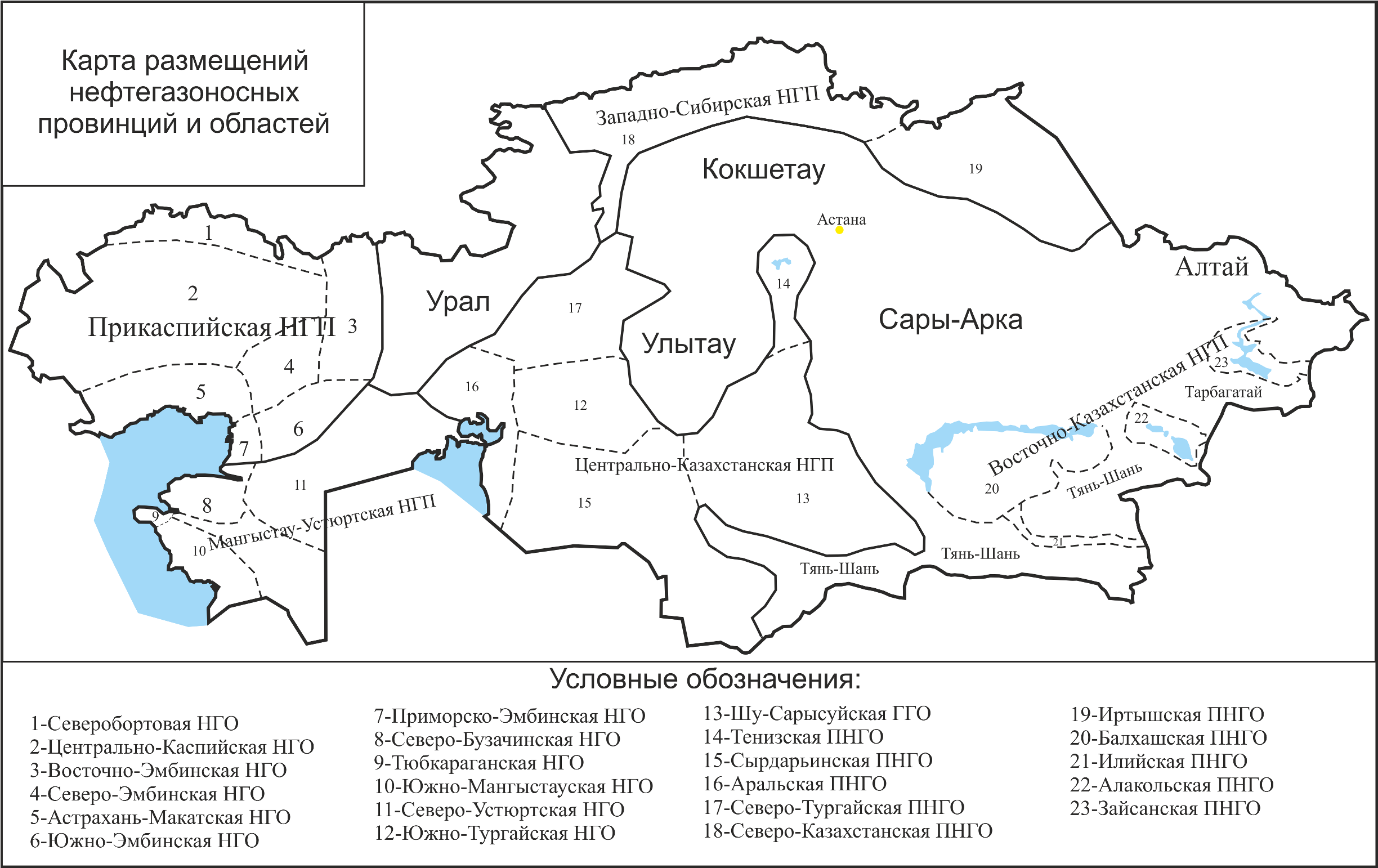

Иртышская нефтегазоносная область находится в южной части Западно-Сибирской нефтегазоносной провинции и охватывает северные районы Казахстана, обычно выделяемые в качестве Северо-Казахстанской моноклинали.
Целевые поисковые работы на нефть и газ здесь практически не проводились.
Сейсмические исследования преимущественно регионального характера выполнялись в районе Павлодарского Прииртышья в небольших объёмах в период с 1955 по 1992 годы.
С 1992 по 1996 годы более 3000 погонных км профилей поисковой сейсмосъёмки МОГТ (Метода общей глубинной точки) было отработано АО «Алматыгеофизика», гамма-гамма плотнометрия «Азимут» и Центральная геофизическая экспедиция г. Новосибирска.
Эти данные с учётом более 2000 скважин, пробурённых, главном образом, с гидрогеологическими задачами, являются базовыми материалами для обоснования представлений об особенностях геологического строения рассматриваемой территории.
Граница области чётко фиксируется только в южной его части, где она проводится по выходам на поверхность каледонских образований Казахстанского складчатого массива.
Район Павлодарского Прииртышья, в выделенный в качестве Иртышской нефтегазоносной области, расположен в зоне сочленения 2-х разновозрастных складчатых областей — каледонской и герцинской, что обусловило разнородность геологического строения палеозойского комплекса.